# Görädil
Görädil (azerbajdzjanska: Görədil; tidigare ryska: Горадиль: Goradil) är en ort i Azerbajdzjan.   Den ligger i distriktet Apsjeron, i den östra delen av landet, 20 km norr om huvudstaden Baku. Görädil ligger 39 meter över havet och antalet invånare är 886.
Terrängen runt Görädil är platt. Runt Görädil är det tätbefolkat, med 982 invånare per kvadratkilometer.. Närmaste större samhälle är Baku, 19,7 km söder om Görädil.
Omgivningarna runt Görädil är i huvudsak ett öppet busklandskap.